# Sheezus
Sheezus é o terceiro álbum de estúdio da cantora britânica Lily Allen, lançado a 2 de Maio de 2014 através da Regal Records, Parlophone Records e Warner Bros. Records. O projecto marcou o regresso da artista após uma pausa na carreira depois do lançamento de It's Not Me, It's You em 2009. Seria também o primeiro disco assinado com o seu nome de casada (Lily Rose Cooper), mas a editora discográfica não concordou e convenceu Allen a manter.

## Antecedentes
Allen lançou seu segundo álbum de estúdio, It's Not Me, It's You, em 2009, com uma mudança de gênero para synthpop invés ao ska e às influências de reggae de seu álbum de estreia Alright, Still (2006). O álbum estreou no número um na UK Albums Chart e Australian Albums Chart e foi bem recebido pela crítica, observando a evolução e maturidade musical da cantora. Do disco foram extraídos os hits "The Fear" e "Fuck You", populares principalmente na Europa. Allen e Amy Winehouse foram creditadas com o início de um processo que levou à proclamação da mídia do "ano das mulheres", em 2009, que viu cinco artistas femininas musicais de "experimentalismo e destemor" nomeadas para o Mercury Prize.  Em 2009, Allen anunciou que ela estaria tomando um hiato de atividades musicais. No ano seguinte, ela abriu uma loja de aluguel de moda chamada Lucy in Disguise com sua irmã Sarah, seguido pelo lançamento de 2011 sua própria gravadora.

## Singles
"Hard out Here" foi lançado como o primeiro single do álbum em 17 de novembro de 2013. Após o lançamento, "Hard out Here" foi recebido com aclamação da crítica, com os críticos elogiando os temas feministas da música. O single estreou no número nove no UK Singles Chart, vendendo 30,213 cópias em sua primeira semana. O videoclipe da canção foi um assunto de controvérsias, com Allen acusada de ser racista por seu uso de dançarinas em sua maioria negras. Allen respondeu que a etnia não foi um fator na contratação de dançarinos, e que o vídeo era um olhar satírico nas mulheres na música pop moderna.O video traz Allen de forma quente como nunca vista antes.
"Air Balloon" estreou na BBC Radio 1 em 13 de janeiro de 2014, e foi lançado em 20 de janeiro de 2014 como o segundo single do álbum. A canção alcançou o número sete na UK Singles Chart.
"Our Time" foi lançado como o terceiro single do álbum em 10 de março de 2014, chegando ao número quarenta e três no UK Singles Chart. A canção foi atendida para o rádio no Reino Unido e na Itália em 24 de março e 14 de abril, respectivamente.
"URL Badman" foi lançado em 13 de julho de 2014, como o quarto single do álbum. O videoclipe da canção foi lançado na conta no YouTube de Lily Allen em 2 de julho de 2014.
Um videoclipe para o próximo single do álbum, "As Long as I Got You", foi filmado no Glastonbury Festival de 2014 e lançado em 24 de julho de 2014.

### Outras canções
"L8 CMMR" não entrou no Ultratop 50 da Bélgica, mas chegou ao número 11 na parada Ultratip de Flandres.
"Sheezus" foi lançado como um single promocional em 22 de abril de 2014. De acordo com Allen, a canção não foi lançado como um "single oficial" devido a seu uso da palavra "period" ("mestruação").

## Divulgação
Em uma entrevista para Graham Norton no The Graham Norton Show em 21 de fevereiro de 2014, Allen confirmou que seu terceiro álbum de estúdio receberia o título de Sheezus, dizendo que é "um aceno para Kanye West", que lançou o álbum Yeezus em 2013. A arte de capa e título das faixas do álbum foram publicadas por Allen em 10 de março de 2014, a capa apresenta Allen sentada em alguns degraus de uma mansão com alguns cães da raça welsh corgis. No mesmo dia, Sheezus foi disponibilizado para pré-encomenda junto com a música "Our Time".

### Sheezus Tour
O primeiro concerto da turnê que promove o disco de Allen, Sheezus Tour, aconteceu em 9 de setembro de 2014 em Miami Beach, Flórida. Allen percorreu a América do Norte, Europa e Ásia, afim de divulgar o lançamento de inéditas. A Sheezus Tour teve fim em 2 de fevereiro de 2015 em Singapura.

## Alinhamento de faixas
| Edição padrão  |                                        |                                           |                |         |  |
| N.º            | Título                                 | Compositor(es)                            | Produtor(es)   | Duração |  |
| 1.             | "Sheezus"                              | Lily Allen Dacoury "DJ Dahi" Natche       | DJ Dahi        | 3:54    |  |
| 2.             | "L8 CMMR"                              | Allen Greg Kurstin                        | Kurstin        | 3:24    |  |
| 3.             | "Air Balloon"                          | Allen Johan Schuster                      | Shellback      | 3:48    |  |
| 4.             | "Our Time"                             | Allen Kurstin                             | Kurstin        | 4:19    |  |
| 5.             | "Insincerely Yours"                    | Allen Kurstin                             | Kurstin        | 3:39    |  |
| 6.             | "Take My Place"                        | Allen Kurstin Poole                       | Kurstin        | 3:31    |  |
| 7.             | "As Long as I Got You"                 | Allen Kurstin Poole                       | Kurstin        | 3:23    |  |
| 8.             | "Close Your Eyes"                      | Allen Kurstin                             | Kurstin        | 3:36    |  |
| 9.             | "URL Badman"                           | Allen Kurstin                             | Kurstin        | 3:39    |  |
| 10.            | "Silver Spoon"                         | Allen Kurstin                             | Kurstin        | 3:37    |  |
| 11.            | "Life for Me"                          | Allen Kurstin Poole                       | Kurstin        | 4:00    |  |
| 12.            | "Hard out Here"                        | Allen Kurstin                             | Kurstin        | 3:31    |  |
| 13.            | "Interlude"                            | Allen Benjamin Garrett                    | Garrett        | 1:38    |  |
| 14.            | "Somewhere Only We Know" (faixa bónus) | Tom Chaplin Richard Hughes Tim Rice-Oxley | Beard          | 3:28    |  |
| Duração total: | Duração total:                         | Duração total:                            | Duração total: | 49:40   |  |

| Faixas bônus da edição deluxe |                               |                                 |                |         |  |
| N.º                           | Título                        | Compositor(es)                  | Produtor(es)   | Duração |  |
| 13.                           | "Wind Your Neck In"           | Allen Kurstin                   | Kurstin        | 3:19    |  |
| 14.                           | "Who Do You Love?"            | Allen Garrett                   | Fryars DJ Dahi | 3:26    |  |
| 15.                           | "Miserable Without Your Love" | Allen Garrett                   | Fryars DJ Dahi | 3:23    |  |
| 16.                           | "Holding on to Nothing"       | Allen Rice-Oxley Fraser T Smith | Smith          | 2:59    |  |
| 17.                           | "Somewhere Only We Know"      | Rice-Oxley Chaplin Hughes       | Beard          | 3:28    |  |

| Faixas bônus japonesas |                                            |                                 |                |         |  |
| N.º                    | Título                                     | Compositor(es)                  | Produtor(es)   | Duração |  |
| 15.                    | "Wind Your Neck In"                        | Allen Kurstin                   | Kurstin        | 3:19    |  |
| 16.                    | "Who Do You Love?"                         | Allen Garrett                   | Fryars DJ Dahi | 3:26    |  |
| 17.                    | "Miserable Without Your Love"              | Allen Garrett                   | Fryars DJ Dahi | 3:23    |  |
| 18.                    | "Holding on to Nothing"                    | Allen Rice-Oxley Fraser T Smith | Smith          | 2:59    |  |
| 19.                    | "Air Balloon" (Digital Farm Animals Remix) | Allen Johan Schuster            |                | 4:29    |  |
| 20.                    | "Air Balloon" (Taiki & Nulight Dub Remix)  | Allen Schuster                  |                | 5:44    |  |

- Nota: A canção "Interlude" está disponível apenas na versão padrão do álbum.